# Piła
Piła [ˈpi.wa] (deutsch Schneidemühl) ist eine Stadt in der polnischen Woiwodschaft Großpolen. Mit ihren zahlreichen Industrieanlagen und Großbetrieben in den Fachbereichen Chemie, Metall- und Holzverarbeitung, Landwirtschaft sowie als Bahnknotenpunkt und als Sitz eines großen Eisenbahn-Ausbesserungswerks ist die Stadt überregional bedeutend.
In der Zeit der Weimarer Republik hatte Schneidemühl als Hauptstadt der neuen Provinz Grenzmark Posen-Westpreußen wichtige Verwaltungsfunktionen anstelle der 1920 an Polen gefallenen Großstädte Posen und Bromberg übernommen. In der bis dahin eher unbedeutenden Stadt entstanden während dieser Periode in kurzer Zeit zahlreiche repräsentative öffentliche Gebäude in architektonisch anspruchsvollem zeitgenössischen Baustil. Trotz anschließender schwerer Zerstörungen während des Zweiten Weltkriegs blieben einige hochwertige Architekturbeispiele der deutschen Frühmoderne der 1920er Jahre bis zur Gegenwart erhalten.

## Geographische Lage
Die Stadt liegt im historischen Großpolen, etwa 60 Kilometer südlich von Szczecinek (Neustettin), 30 Kilometer südlich der historischen Grenze Hinterpommerns und 50 Kilometer östlich der ehemaligen Neumark, in waldreicher Umgebung, knapp zehn Kilometer nördlich der Netze (poln. Noteć), beiderseits des Flusses Küddow (poln. Gwda). Der ältere und größere Teil des Stadtgebiets befindet sich auf der rechten (westlichen) Flussseite. Durch das enge Stadtgebiet verlaufen weitere, kleinere Gewässer, etwa das Mühlenfließ im Norden oder das Färberfließ im Süden der Altstadt.

## Geschichte

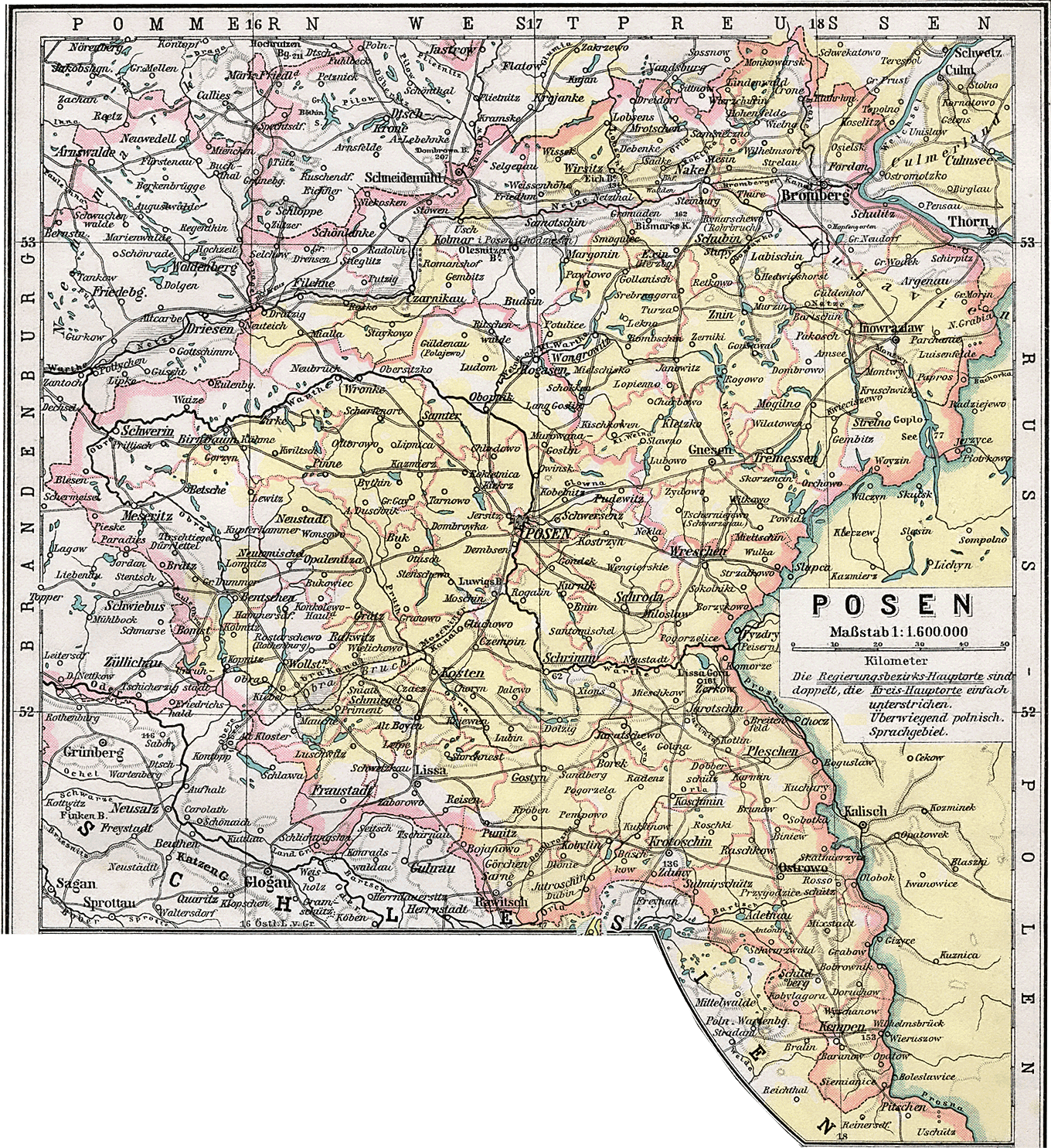
Schneidemühl, nordnordwestlich der Stadt Posen und westlich der Stadt Bromberg, auf einer Landkarte der Provinz Posen von 1905 (gelb markierte Flächen kennzeichnen Gebiete mit seinerzeit mehrheitlich polnischsprachiger Bevölkerung)

Die Ortschaft wurde vermutlich 1380 gegründet und ist in einem Dokument des Jahres 1451 als Stadt erwähnt worden. Am 4. März 1513 erhielt sie vom polnischen König Sigismund I. das Magdeburger Stadtrecht.
1626 wurde Schneidemühl durch ein Großfeuer, das in der Nähe der alten katholischen Kirche zu lodern begonnen und sich schnell ausgebreitet hatte, so stark zerstört, dass die Grundherrin der Stadt, Königin Constanze von Österreich, ihren Sekretär Samuel Tarjowski beauftragte, eine Neuvermessung der Stadt durchzuführen. Der Wiederaufbau-Plan sah vor, dass der Stadtkern vom Alten Markt zum nun neu zu errichtenden Neuen Markt verschoben wurde. Der Neue Markt hatte eine fast quadratische Form, und von ihm gingen fünf Straßen aus. In seiner Mitte sollte das Rathaus entstehen. Diese Umgestaltung prägt bis heute weitgehend das Stadtbild. Anlässlich dieses Wiederaufbaus wurde den Juden, deren Wohnplätze bisher in der Stadt verstreut gelegen hatten, ein separater Wohnbezirk zugewiesen, ein Judenviertel.
Nach der Großen Pest 1709/10 lebten in Schneidemühl nur noch sieben Menschen. Mit der Ersten Teilung Polens 1772, mit der die Wiedervereinigung Preußens einherging, kam die Stadt an das Königreich Preußen. Ein weiterer großer Brand vernichtete 1781 die halbe Stadt.
Noch im Jahre 1774 stellten die Polen fast die Hälfte aller Einwohner (620 von 1322); jedoch sank der Anteil der polnischen Bevölkerung bis 1900 auf unter fünf Prozent.

### 19. und frühes 20. Jahrhundert
Mit der Errichtung des Herzogtums Warschau 1807 kam Schneidemühl vorübergehend wieder unter polnische Herrschaft. Der Stadtberg blieb preußisch. Im Gefolge der Grenzziehung von 1807 gehörten die nördlich der Stadt gelegenen Grenzgebiete Großpolens nach dem Wiener Kongress nicht zur preußischen Provinz Posen, sondern zur Provinz Westpreußen, bzw. 1829 bis 1878 Provinz Preußen. Schneidemühl selbst lag allerdings nach dem Wiener Kongress in der Provinz Posen und gehörte zum Regierungsbezirk Bromberg und zum Kreis Kolmar i. Posen.
1848 kam es in Schneidemühl zu Unruhen infolge des Großpolnischen Aufstandes. 1851 wurde die Preußische Ostbahn eröffnet. Hier verzweigte sich die zunächst aus Lukatz (erst ab 1866 aus Berlin) kommende Hauptstrecke in den zuerst (Juli 1851) fertiggestellten Ast nach Bromberg (Bydgoszcz), der später über Thorn (Toruń) nach Ostpreußen verlängert wurde, und die ein Jahr später (August 1852) eröffnete Hauptstrecke über Dirschau (bei Danzig) nach Königsberg. Aufgrund der zentralen Lage im nordostdeutschen Schienennetz wurde der Eisenbahnknotenpunkt Schneidemühl Standort eines Ausbesserungswerks der Ostbahn und später der Deutschen Reichsbahn.
In der Folge der guten Eisenbahnverbindungen siedelten sich auch zahlreiche Industriebetriebe hier an. Die Stadt befand sich im beständigen wirtschaftlichen Wachstum. Am Anfang des 20. Jahrhunderts hatte Schneidemühl drei evangelische Kirchen, eine katholische Kirche, eine Kirche der Evangelischen Gemeinschaft, eine Synagoge, ein Gymnasium, eine Realschule, ein Schullehrerseminar, ein Landgericht und eine Reihe von Fabriken und Produktionsbetrieben.
Von 1913 bis 1914 wurde eine der damals größten Flugzeug-Fabriken des Deutschen Reiches gebaut. Die Ostdeutschen Albatros Werke (OAW) waren ein Tochterunternehmen der Albatros Flugzeugwerke in Johannisthal bei Berlin.
Als die Einwohnerzahl im Jahr 1914 auf 25.000 angestiegen war, schied Schneidemühl aus dem Landkreis Kolmar in Posen und bildete seit dem 1. April 1914 einen eigenen Stadtkreis.
Am 11. September 1918 kam es zum tragischen Eisenbahnunfall von Schneidemühl, als ein Güterzug und ein Sonderzug, der Kinder beförderte, zusammenstießen. 35 Menschen starben, 18 weitere wurden verletzt.

### Neue Provinzhauptstadt
Nach der Abtretung des größten Teils der Provinz Posen und Westpreußens an Polen nach dem Friedensvertrag von Versailles verlegte die Regierung in Bromberg ihren Sitz 1919 nach Schneidemühl. Am 20. November 1919 nahm sie ihre Tätigkeit als Regierungsstelle für den Verwaltungsbezirk Grenzmark Westpreußen-Posen auf. Diese verwaltete alle beim Deutschen Reich verbliebenen Gebiete der Provinzen Posen und Westpreußen westlich der Weichsel. Die Regierungsstelle in Schneidemühl trug ab 11. Januar 1921 den Namen Posen-Westpreußen. Seit dem 1. Juli 1922 war Schneidemühl Hauptstadt der neuen Provinz Grenzmark Posen-Westpreußen. Zugleich wurde der Bahnhof von Schneidemühl Grenzbahnhof im Verkehr nach Polen und im Transitverkehr nach Ostpreußen.
Die neue Provinzhauptstadt wurde mit großem Aufwand ausgebaut. Schneidemühl war bisher eine Kleinstadt und sollte nun das Zentrum für alle deutsch gebliebenen Gebiete zwischen Pommern, Brandenburg und Schlesien einerseits und Ostpreußen andererseits bilden. Die neue Reichsgrenze verlief nur wenige Kilometer östlich der Stadt, durch die der Verkehr zwischen dem zur deutschen Exklave gewordenen Ostpreußen und dem restlichen Deutschland rollte.
Schwerpunkt der Bautätigkeit war der neue Danziger Platz, bisher das Gelände eines Pferdemarkts und einer Rennbahn. Hier, zwischen Hauptbahnhof, Innenstadt und der Küddow, entstand ein Forum, ein rechteckiger Platz, mit dem Regierungsgebäude (1925–1929), flankiert vom Behördenhaus (Finanz- und Zollamt, heute Rathaus) und dem „Reichsdankhaus“ (Paul Bonatz, 1927–1929) auf der rechten, bestehend aus dem Landestheater und dem Landesmuseum.
Die geschaffenen Strukturen waren in Erwartung weiteren Wachstums der sich im Eiltempo industrialisierenden Stadt geplant worden. So hatte das im Reichsdankhaus ansässige Landestheater einen Großen Saal mit einem Fassungsvermögen von 1200 Zuschauern und ein eigenes Symphonieorchester.
Hintergrund dieser teuren Maßnahmen war der politische Wille, die Abwanderung aus den durch die Einrichtung des Polnischen Korridors wirtschaftlich stark geschwächten Ostprovinzen zu bremsen und nach dem Verlust wichtiger kultureller Zentren wie Danzig und Posen, Bromberg und Thorn an Polen im Osten ein neues attraktives deutsches Kulturzentrum zu schaffen. Die damalige Zweite Polnische Republik zielte darauf ab, in den bis dahin preußischen Gebieten – Thorn ist die älteste Stadt Preußens – die schon lange vor der ersten Teilung Polens 1772 erfolgte Germanisierung der Gebiete möglichst rückgängig zu machen.
Im Jahr 1934 kündigte die polnische Staatsregierung den in Versailles am 28. Juni 1919 abgeschlossenen Minderheitenschutzvertrag zwischen den Alliierten und Assoziierten Hauptmächten und Polen einseitig auf. Die Folge war ein großer Zustrom von Vertriebenen und Flüchtlingen aus dem Gebiet des Polnischen Korridors sowie aus anderen nun unter polnische Hoheit gekommenen oder polnisch besetzten Gebieten. Die Einwohnerzahl stieg auf über 43.000 an. In Räumen der Albatroswerke und in anderen Gebäuden in der Stadt wurden Zwischenlager eingerichtet. Von den etwa 168.000 über Schneidemühl geleiteten Flüchtlingen wurden rund 50.000 durch die Flüchtlingslager in Schneidemühl geschleust. Besonders groß war der Zustrom, als 1925 die sogenannten Optantenausweisungen aus Polen erfolgten. Auf deutscher Seite sprach man von der „brennenden Grenze im Osten“; die zahlreichen Übertretungen des Versailler Vertrags von polnischer Seite wurden von den alliierten Weltkriegs-Siegermächten meist geduldet. Der Ausbau Schneidemühls zu einem administrativen, kulturellen und wirtschaftlichen Zentrum der Grenzregion sollte die dortigen Verhältnisse stabilisieren.
Auch andernorts in der Stadt entstanden in dieser Zeit Schulen, Kirchen und andere öffentliche Gebäude. Schneidemühl erlebte während der Zwischenkriegszeit ein rasantes Wachstum. Vor Beginn des Ersten Weltkriegs hatte sie 26.000 Einwohner, vor Beginn des Zweiten über 45.000.
Um 1930 hatte die Stadt Schneidemühl eine Fläche von 72,2 km² und 34 Wohnorte, in denen zusammen 1817 Wohngebäude standen. Die Wohnorte waren:
1. Albertsruh
2. Altes Schützenhaus
3. Bahnhof Königsblick
4. Bergenhorst
5. Eichberg
6. Eichkatzenkrug

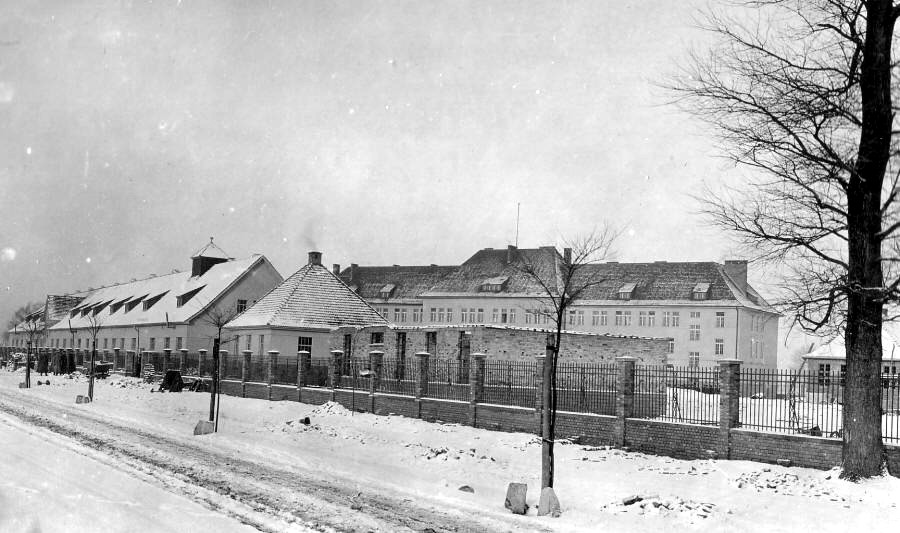
Preußische Kaserne der Fliegerersatzabteilung 2 in Schneidemühl 1915

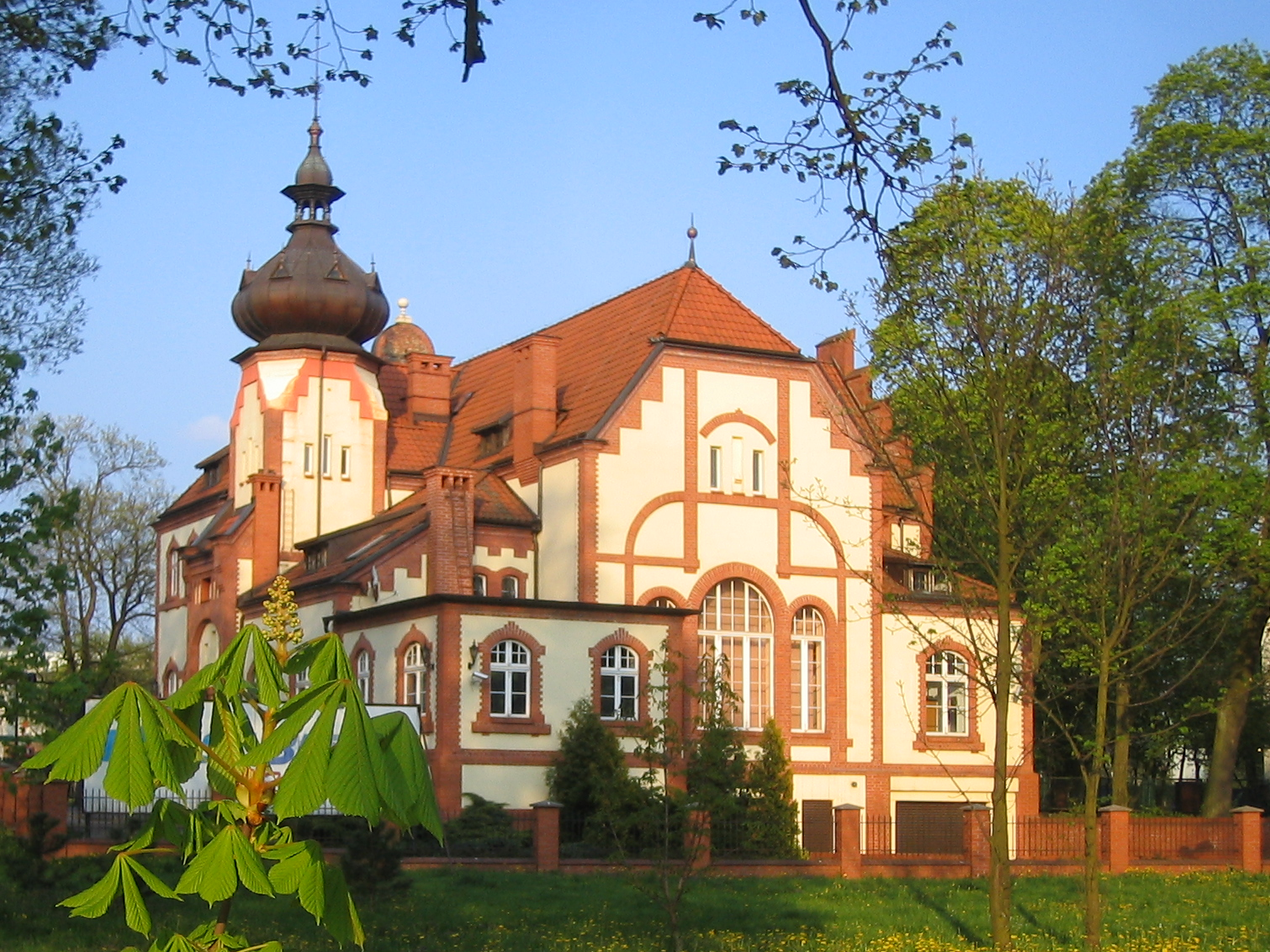
Ehemaliges Offizierskasino

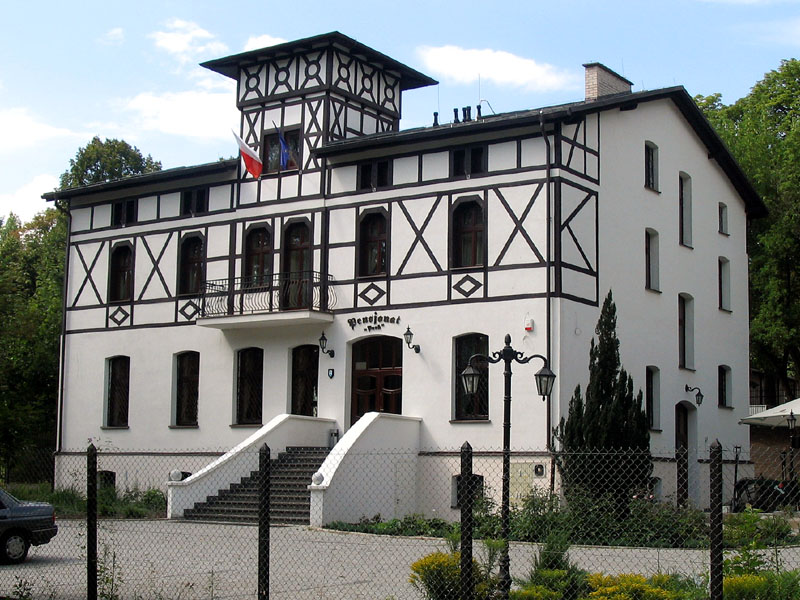
Historisches Gebäude

7. Eisenbahnhaltepunkt Friedrichstein
8. Elisenau
9. Flüchtlingsheim
10. Forsthaus Dreisee
11. Forsthaus Grünthal
12. Forsthaus Kleine Heide
13. Forsthaus Königsblick
14. Fridasthal
15. Glubczyner Weg
16. Heidekrug
17. Karlsberg
18. Kiebitzbruch
19. Kossenwerder
20. Königsblick
21. Lehnsruh
22. Margaretenhof
23. Neu Kamerun
24. Neufier
25. Plöttke
26. Restaurant Königsblick
27. Restaurant Schweizerhaus
28. Schneidemühl
29. Stadtziegelei
30. Vorwerk Grünthal
31. Walkmühle
32. Weidenbruch
33. Weidmannsruh
34. Wiesenthal

1925 wurden in der Stadt Schneidemühl 37.520 Einwohner gezählt, die auf 9261 Haushaltungen verteilt waren.
Im Jahr 1945 gehörte Schneidemühl zum Regierungsbezirk Grenzmark Posen-Westpreußen der preußischen Provinz Pommern des Deutschen Reichs.

### Nationalsozialistische Regierung und Zweiter Weltkrieg

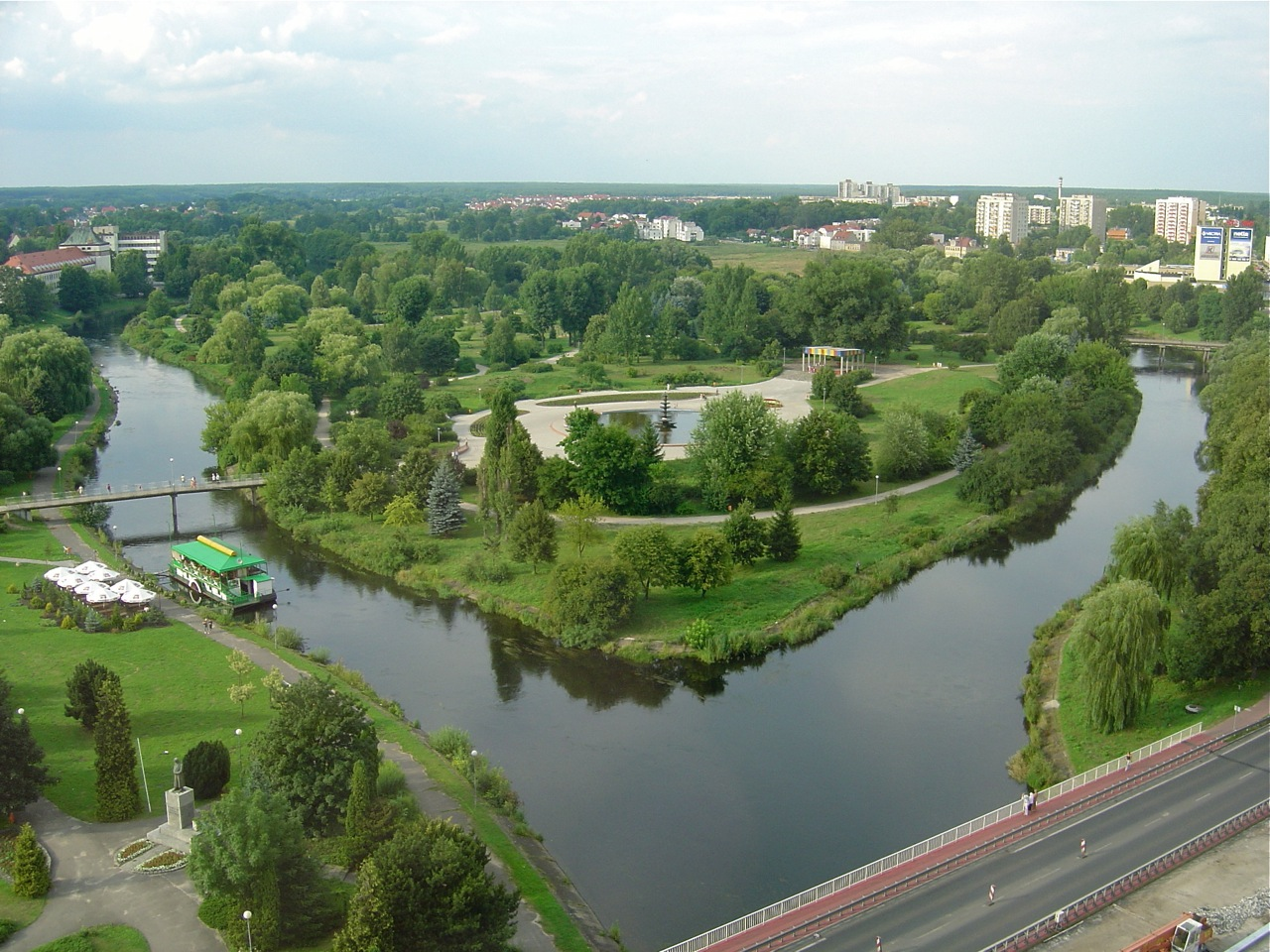
Fluss Gwda (Küddow) in der Innenstadt

Die Provinz Grenzmark Posen-Westpreußen, deren Hauptstadt Schneidemühl geworden war, wurde schon seit 1933 vom Oberpräsidenten der Provinz Brandenburg in Personalunion mitverwaltet, dann aber am 1. Oktober 1938 aufgehoben und (mit veränderten Grenzen) als Regierungsbezirk der Provinz Pommern angegliedert. Schneidemühl blieb als Hauptstadt des gleichnamigen Regierungsbezirks weiterhin Verwaltungszentrum. Die Länder und ihre Provinzialverwaltungen hatten allerdings seit der Gleichschaltung 1933 sowie der Gemeindeordnung von 1935 den Großteil ihrer Bedeutung verloren; die tatsächliche Macht lag stattdessen beim Gauleiter im Gau Pommern. 1936 wurde eine Hochschule für Lehrerinnenbildung unter dem Direktor Gerhard Bergmann eingerichtet, die ab 1941 als Lehrerinnenbildungsanstalt weitergeführt wurde.
Der Überfall auf Polen 1939 hatte auf Schneidemühl keine beträchtlichen Auswirkungen, da sich die Kämpfe sofort auf Gebiete außerhalb der Reichsgrenzen verlagerten. Seit dem Russlandfeldzug 1941 wurden dagegen in Schneidemühls Fabriken bald Arbeitskräfte knapp, da immer mehr Männer eingezogen wurden.
Im Februar 1940 wurden rund 160 Juden aus Schneidemühl vom NS-Regime in Richtung Osten deportiert; die Verschleppten sollten ursprünglich nach dem Nisko-Plan im Ghetto von Nisko untergebracht werden. Nach Intervention jüdischer Stellen wurden sie jedoch in das Umschulungslager Landwerk Neuendorf bei Rietz-Neuendorf/Fürstenwalde und auf das Gut Radinkendorf in Brandenburg gebracht. Die Jüdische Gemeinde der Stadt, die Mitte des 19. Jahrhunderts 20 % der Bevölkerung ausmachte, Ende der 1920er Jahre 625 Personen umfasste, wurde im Holocaust vernichtet. Heute gibt es in der Stadt kein jüdisches Leben mehr.
1944 wurden 6000 Personen aus dem westfälischen Industriegebiet nach Schneidemühl evakuiert. Die Vierte Gemeindeschule nahm eine Volksschule aus Lünen auf, die Handelsschule eine Volksschule aus Castrop-Rauxel. Eine Oberschule aus Bochum erhielt im Freiherr-vom-Stein-Gymnasium Unterricht. 1944 erfolgte ein Luftangriff auf Schneidemühl, der vermutlich den Flugzeugwerken galt, jedoch keinen großen Schaden anrichtete. Seit dem 11. August 1944 wurde die Bevölkerung Schneidemühls in den Wäldern am südlichen und östlichen Stadtrand bei Albertsruh, Königsblick und Küddowtal zum Ausbau von Verteidigungsanlagen herangezogen. Zum Bau von Panzergräben wurden Teile der Organisation Todt und Tausende von Bauarbeitern aus Pommern eingesetzt. Das Reichsschülerheim wurde als Lazarett der Organisation Todt eingerichtet. Der Festungsbaustab logierte in der Vierten Gemeindeschule. Nachdem Schneidemühl zur Festung erklärt worden war, wurden Notbrunnen zur Trinkwasserversorgung gebohrt und Lebensmittel eingelagert, die für 25.000 bis 30.000 Menschen für etwa ein Vierteljahr ausreichen konnten. Das Reservelazarett wurde auf 3000 Betten erweitert.
Am 24. Januar lagen die Nachbardörfer Königsblick und Plöttke unter Beschuss durch die Rote Armee. Die Zivilbevölkerung in Schneidemühl hatte bis dahin keinen Räumungsbefehl erhalten, und die Menschen versuchten nun, die Stadt zu Fuß, mit Pferdegespannen, auf Lastkraftwagen und in überfüllten Zügen zu verlassen. In den Zügen durfte nur Handgepäck mitgenommen werden, aus Platzmangel musste aber auch dieses oft zurückgelassen werden. Am 26. Januar 1945 nahmen sowjetische Truppen von den Uscher Höhen aus mit Stalinorgeln und Artillerie die Innenstadt und den Bahnhof unter Beschuss. Nachdem am 26. Januar der letzte Zug Schneidemühl verlassen hatte, entbrannte bald nach der Unterbrechung der Eisenbahnlinie der Kampf um die Stadt. Am 31. Januar gelang es den sowjetischen Truppen, Schneidemühl einzukesseln. Bis zum 10. Februar konnte noch an jedem Abend eine Ju 52 auf dem Flugplatz der ehemaligen Albatroswerke an der Krojanker Straße landen und Verwundete und Zivilisten ausfliegen. Dann fiel auch diese Verbindung zur Außenwelt aus. Zur Verteidigung der Stadt standen dem Kommandanten Heinrich Remlinger (1913–1951) etwa 22.000 Mann zur Verfügung, die zum Teil jedoch nur notdürftig ausgebildet waren und denen schwere Waffen fehlten, darunter Einheiten des Volkssturms. Nach schweren Kämpfen zogen sich die deutschen Truppen in Stärke von etwa 15.000 Mann über die Küddow zurück, um zu versuchen, aus dem Kessel auszubrechen. Nach ihrer Überquerung wurden die Brücken der Küddow gesprengt. Nur 350 Verwundete konnten in städtischen Omnibussen mitgenommen werden. Einige tausend Verwundete mussten zurückbleiben. Zu ihrer Betreuung blieben 25 Sanitäter und sechs Ärzte freiwillig zurück. Der Ausbruchsversuch scheiterte, und mit dem Tagesanbruch des 14. Februar begann der Endkampf um die Stadt. Drei der freiwillig zurückgebliebenen Ärzte fanden bei der Einnahme der Stadt durch die Rote Armee den Tod.
Bei den Kampfhandlungen im Umfeld des Pommernwalls am Ende des Zweiten Weltkriegs wurden 75 % der Stadt, im Zentrum etwa 90 % aller Gebäude, zerstört.

### In Polen

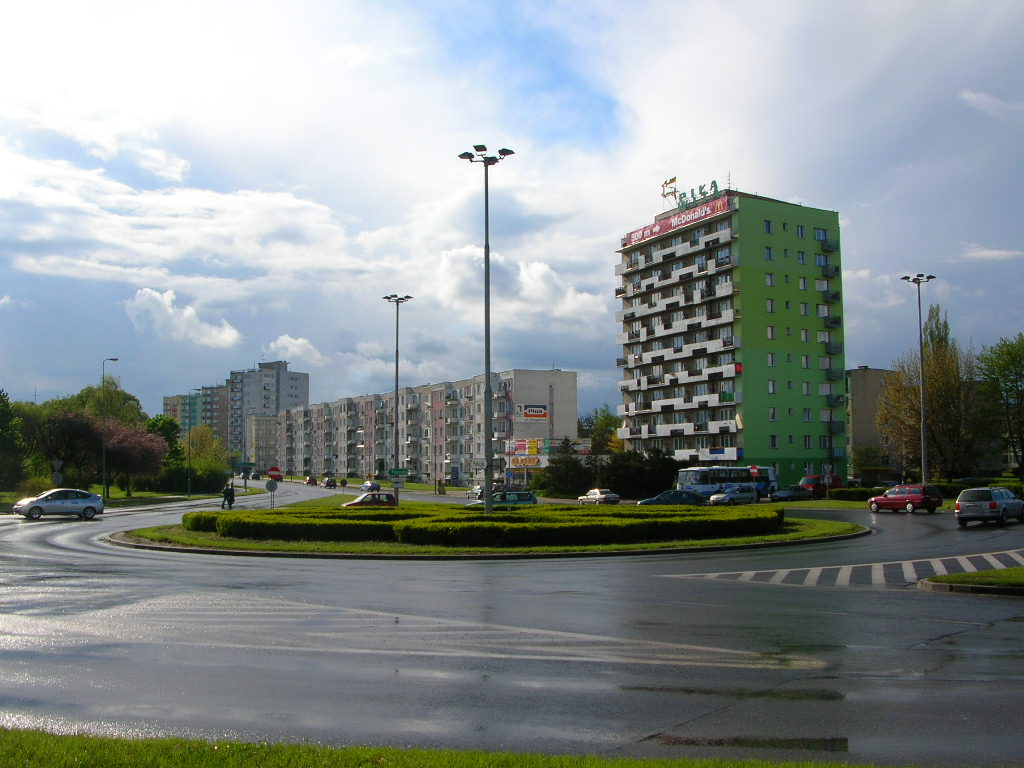
Stadtbild mit Architektur aus dem 20. Jahrhundert

Schneidemühl stand seit dem Frühjahr 1945 unter der Verwaltung der Volksrepublik Polen. Es erhielt den Namen Piła. In der Folgezeit wurden nahezu alle deutschen Einwohner vertrieben, während an ihre Stelle Polen traten.
Die weitgehend zerstörte Stadt wurde modern und mit stellenweise stark verändertem Straßennetz wiederaufgebaut. 1975 bis 1998 war Piła die Hauptstadt der Woiwodschaft Piła, seitdem gehört es zur Woiwodschaft Großpolen, die von Posen aus regiert wird. 1999 wurde die Stadt Sitz des Powiats Pilski. Heute ist die Stadt mit ihren vielen Industriezweigen (Chemie, Metall- und Holzverarbeitung, Landwirtschaft) als Bahnknotenpunkt und als Sitz eines großen Eisenbahn-Ausbesserungswerks überregional bedeutend.
Heute leben in Piła noch ungefähr 800 Deutsche, die sich zu einem Freundeskreis (Deutsche Sozial-Kulturelle Gesellschaft in Schneidemühl) zusammengeschlossen haben. Die Heimatvertriebenen und einige ihrer Nachkommen sind im Heimatkreis Schneidemühl e. V. mit Sitz in Cuxhaven organisiert und auf diese Weise ihrem ursprünglichen Lebensumfeld weiterhin verbunden.

### Demographie
| Jahr | Einwohner  | Anmerkungen |
| ---- | ---------- | --- |
| 1677 | 01.823     | [ 19 ] |
| 1772 | 01.392     | (nach anderer Zählung 1.361), davon 1.043 Christen und 318 Juden |
| 1774 | 01.342     | davon 1.017 Christen und 312 Juden |
| 1783 | 01.509     | in 286 Wohnhäusern, davon 758 Katholiken, 510 protestantische Deutsche und 241 Juden |
| 1804 | 02.521     | davon 2.036 Christen und 483 Juden |
| 1816 | 02.313     | davon 898 Evangelische, 930 Katholiken und 485 Juden |
| 1834 | 02.999     | etwa gleich großer Prozentsatz von Protestanten und Katholiken, 404 Juden |
| 1837 | 03.385     | davon 688 Juden |
| 1843 | 04.111     | |
| 1856 | 06.060     | |
| 1867 | 07.516     | |
| 1875 | 09.724     | [ 23 ] |
| 1880 | 11.623     | [ 23 ] |
| 1885 | 12.406     | [ 23 ] |
| 1890 | 14.443     | davon 8.931 Evangelische, 4.670 Katholiken und 798 Juden |
| 1900 | 19.655     | |
| 1905 | 21.624     | mit der Garnison (ein Infanterieregiment Nr. 149), davon 7674 Katholiken und 653 Juden |
| 1910 | 26.126     | am 1. Dezember, davon 25.069 mit deutscher Muttersprache (16.236 Evangelische, 8091 Katholiken, 162 sonstige Christen und 580 Juden) und 882 mit polnischer Muttersprache (sieben Evangelische, 875 Katholiken) |
| 1925 | 37.518     | davon 11.262 Katholiken, 125 sonstige Christen und 586 Juden |
| 1927 | 39.839     | am 1. Dezember |
| 1929 | 41.513     | am 1. Dezember |
| 1933 | 43.180     | davon 28.911 Evangelische, 13.325 Katholiken, 27 sonstige Christen und 492 Juden |
| 1939 | 43.836     | davon 28.481 Evangelische, 13.598 Katholiken, 183 sonstige Christen und 118 Juden |
| 1945 | ca. 56.000 | einschließlich ca. 6.000 Evakuierter aus dem Ruhrgebiet |

| Jahr      | 1948   | 1960   | 1970   | 1980   | 1990   | 1995   | 2006   |
| Einwohner | 10.700 | 33.800 | 43.700 | 58.900 | 71.100 | 75.700 | 75.044 |

## Stadtteile
| Polnischer Name                             | Deutscher Name                 | Bevölkerung 2006 |
| ------------------------------------------- | ------------------------------ | ---------------- |
| Gładyszewo                                  | Neufier                        | 00.434           |
| Górne                                       | Berliner Vorstadt              |                  |
| Kośno                                       | Kossenwerder                   |                  |
| Łęgi                                        | Weidenbruch                    |                  |
| Zdroje                                      | Dreiers Kolonie                |                  |
| Czajki                                      | Kiebitzbruch                   |                  |
| Mały Borek                                  | Kleine Heide                   |                  |
| Jadwiżyn                                    | Elisenau                       | 04.928           |
| Koszyce                                     | Koschütz                       | 03.854           |
| Kuźnica Pilska                              | Schneidemühler Hammer          |                  |
| Zielona Dolina                              | Grünthal                       |                  |
| Motylewo                                    | Küddowtal                      | 00.740           |
| Kolonia Motylewo, Motylewski Most, Motyczyn | Lengut Küddowtal               |                  |
| Podlasie                                    | (Teil der Bromberger Vorstadt) |                  |
| Płotki                                      | Albertsruh                     |                  |
| Bydgoskie Przedmieście                      |                                |                  |
| Lisikierz                                   | Bergenhorst                    |                  |
| Śródmieście                                 | Stadtmitte                     |                  |
| Staszyce                                    | Karlsberg                      | 06.597           |
| Sosnówka                                    | Waldschlößchen                 |                  |
| Zamość                                      | Bromberger Vorstadt            | 21.236           |
| Kalina                                      | Königsblick                    |                  |
| Leszków                                     | Plöttke                        |                  |

## Religion
Schneidemühl war von 1923 bis 1945 Namensgeber der katholischen Prälatur Schneidemühl, die für die Katholiken in der preußischen Provinz Grenzmark Posen-Westpreußen zuständig war. Der Sitz wurde erst 1927 durch Maximilian Kaller vom kleineren Tütz nach Schneidemühl verlegt. Vorher gehörten diese Gebiete zu den Bistümern Gnesen-Posen und Kulm. Ab 1945 waren polnische Administratoren eingesetzt. 1972 wurde aus Teilen des Erzbistums Berlin und der Prälatur Schneidemühl das Bistum Koszalin-Kołobrzeg errichtet.
Das Anfang des 19. Jahrhunderts zahlenmäßig noch ausgeglichene Verhältnis zwischen Katholiken und Protestanten verschob sich durch Zuwanderung bis zum Zweiten Weltkrieg zum Verhältnis von etwa 1 zu 2. Heute gibt es nur noch eine kleine Minderheit von Protestanten.
Am Anfang des 19. Jahrhunderts stellten die Juden noch ein Fünftel der Bevölkerung. Die um 1840 errichtete Synagoge wurde im Novemberpogrom 1938 zerstört. Heute gibt es kein jüdisches Gemeindeleben mehr.

## Kultur und Sehenswürdigkeiten

### Straßen und Plätze
- Alter Markt, später Hindenburgplatz, historisches Zentrum der Stadt, nicht erhalten
- Neuer Markt / Plac Zwycięstwa, hier standen Rathaus und evangelische Stadtkirche, heute ein Denkmal
- Friedrichstraße / Bohaterów Stalingradu, wichtige Innenstadtstraße und Standort öffentlicher Institutionen, nach Kriegszerstörung vollständig neu mit Wohnhäusern bebaut
- Posener Straße / ul. Śródmiejska, Haupteinkaufstraße, teilweise Fußgängerzone
- Wilhelmsplatz, Innenstadtplatz, Standort von Hauptpost und Synagoge, nicht erhalten; an der Ostseite die Kirchstraße / Aleja Piastów mit der ehemaligen Hauptpost
- Breite Straße / ul. 11 Listopada, Innenstadtstraße der Alten Bahnhofstraße / ulica 14 Lutego zur Brücke über die Küddow, vollständig neu bebaut
- Poststraße / ul. Pocztowa (gleichbedeutend), auf der Nordseite der Hauptpost (heute Telekom-Zentrale) von der Kirchstraße / Aleja Piastów am Wilhelmsplatz zur Breiten Straße / ul. 11 Listopada
- Alte Bahnhofstraße / ul. 14 Lutego, Verbindung zwischen Bahnhof und Stadtzentrum
- Danziger Platz / Plac Stanisława Staszica, in den 1920er Jahren als repräsentatives „Forum“ der neuen Provinz Posen-Westpreußen angelegt, Großbauten für Behörden und Kultur (Bezirksregierung und Oberpräsidium, 1938–1945 Sitz der Regierung)
- Berliner Straße / Aleja Wojska Polskiego, Ausfallstraße nach Westen (Stadtpark, Städtisches Krankenhaus, Oberrealschule, Friedhöfe)
- Bromberger Straße / Aleja Jana Pawla II. und ul. Bydgoska, Ausfallstraße nach Osten, beginnt an der ehemaligen Alten Brücke, Standort zahlreicher Gewerbebetriebe
- Jastrower Allee / Aleja Niepodległości, Ausfallstraße nach Norden am rechten (westlichen) Ufer der Küddow
- Bromberger Platz / Plac Powstanców Warszawy, Zentrum der Bromberger Vorstadt auf dem östlichen Flussufer

### Bauwerke

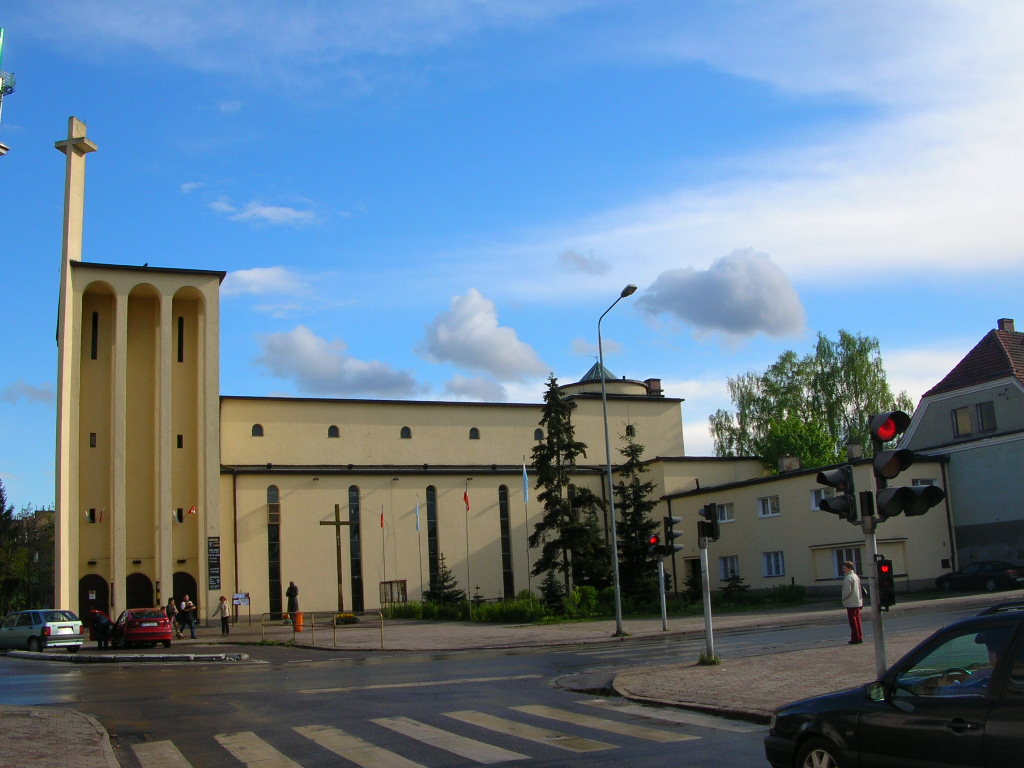
Kirche St. Antonius
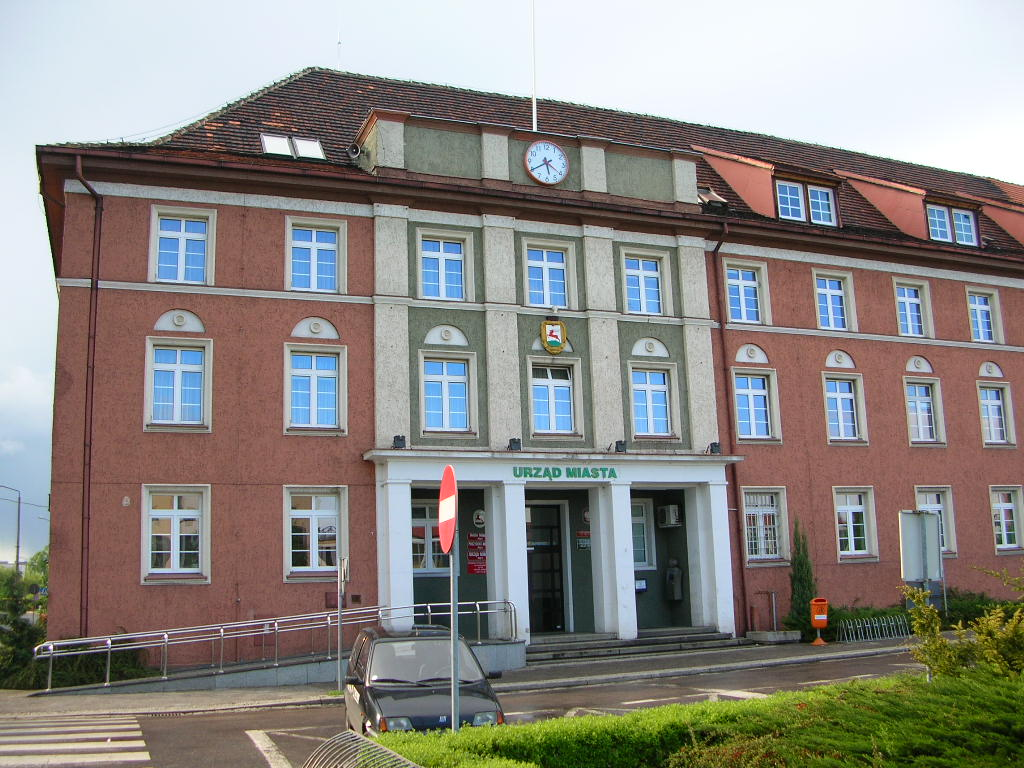
Rathaus
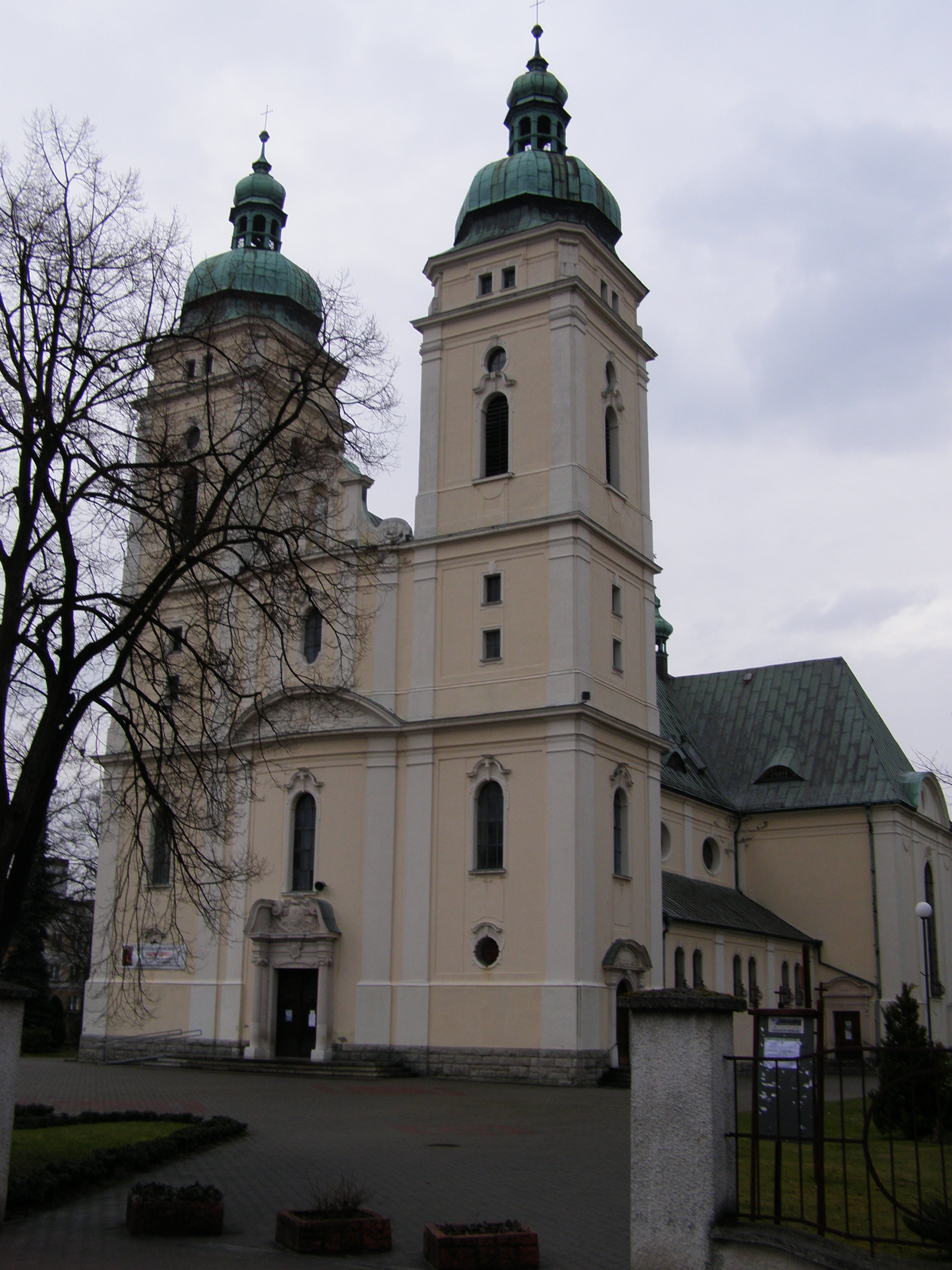
Kirche Zur Heiligen Familie
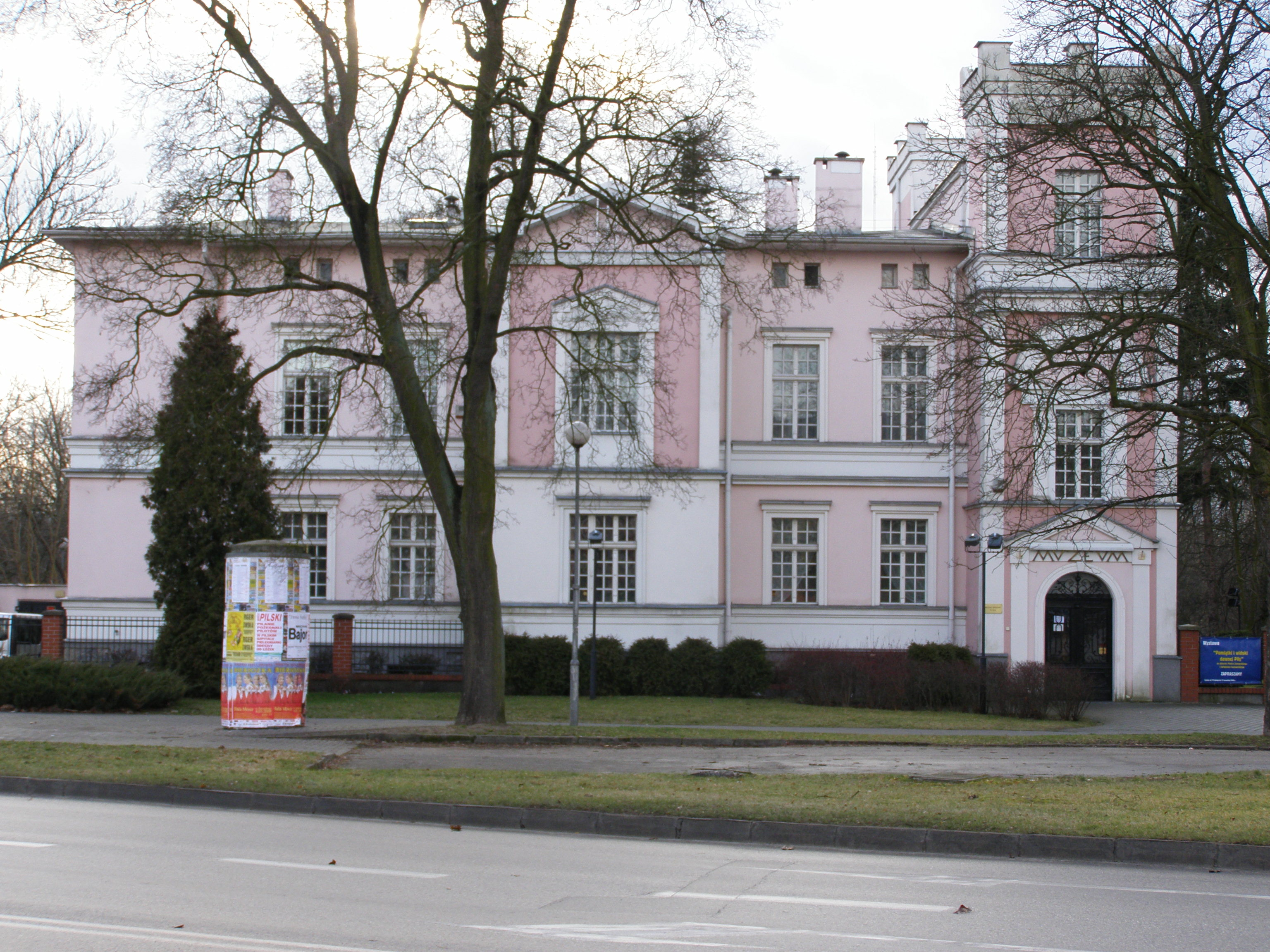
Ehemaliges polnisches Konsulat
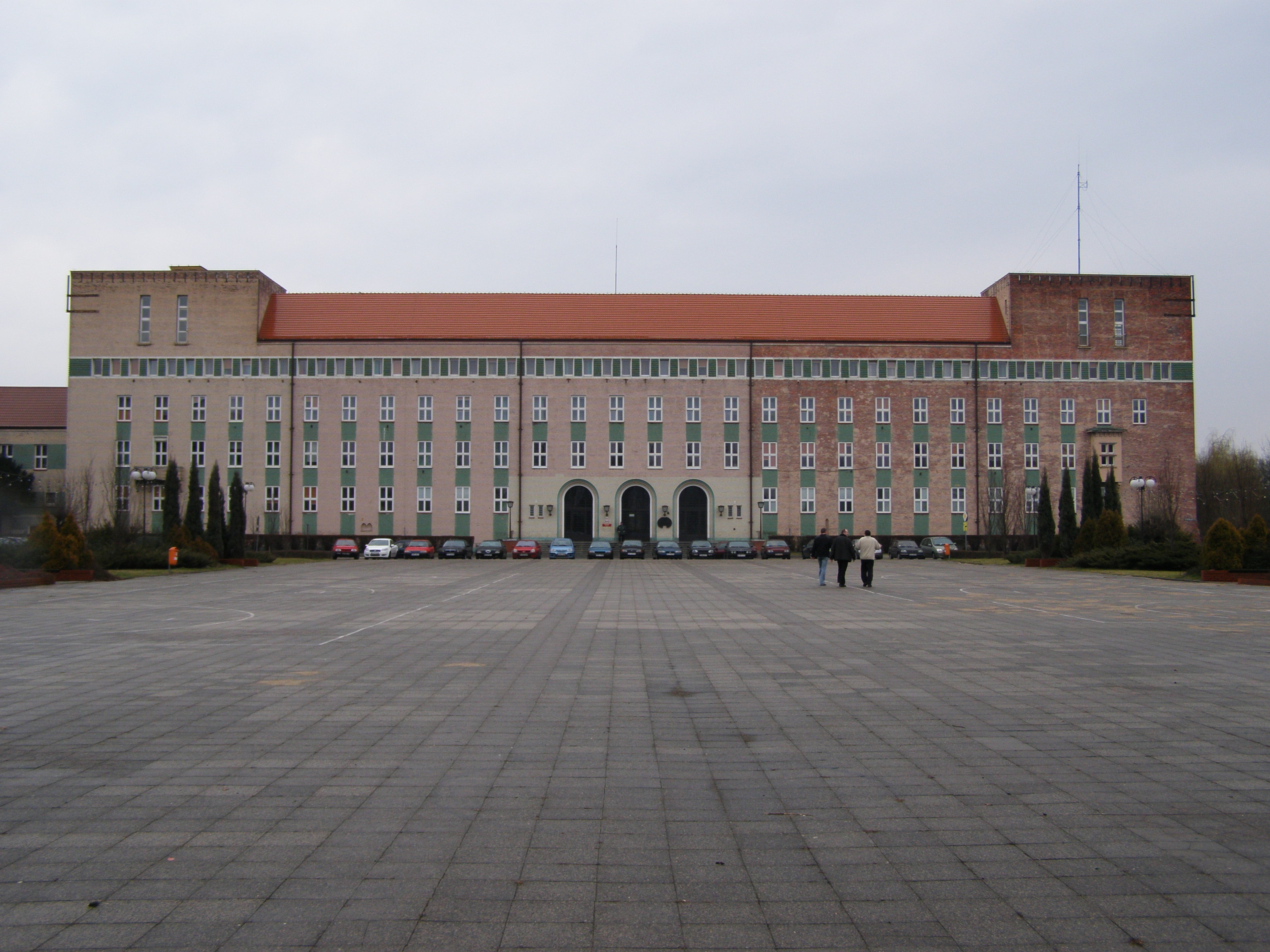
Oberpräsidium / Bezirksregierung

#### Altstadt
- Rathaus, Neuer Markt / Hasselstraße (Plac Zwycięstwa / ul. Budowlanych), nicht erhalten
- Evangelische Stadtkirche, Neuer Markt, nicht erhalten
- Hauptpostamt, Wilhelmsplatz, erhalten
- Synagoge, Wilhelmsplatz, erbaut 1841, zerstört 9. November 1938
- Katholische Kirche St. Johannes, Kirchstraße / Aleja Piastów, nicht erhalten
- Hotel Rodło, Hochhaus an der Stelle der ehemaligen katholischen Kirche
- Landeshaus (heute Powiat Pilski), Jastrower Allee

#### Westliche Innenstadt und Berliner Vorstadt
- Katholische Kirche Zur Heiligen Familie (ehemals Kathedrale der Prälatur Schneidemühl), Propsteistraße / ul. Świętego Jana Bosko
- Amts- und Landgericht, Friedrichstraße, nicht erhalten
- Städtisches Krankenhaus, Berliner Straße
- Evangelische Johanniskirche, Bismarckstraße / ul. Mariana Buczka, Ecke Albrechtstraße / ul. Stefana Okrzei, 1909–1911 nach den Plänen des preußischen Baubeamten Oskar Hossfeld erbaut, 1945 beschädigt, 1950 auf Druck der staatlichen Behörden gesprengt; Am 25. April 2011 wurde in unmittelbarer Nähe, Hantkestraße / ul. Wincentego Pola, der Neubau einer evangelischen Kirche geweiht, die den gleichen Namen (polnisch: Św. Jana) trägt und deren Innenausstattung Professor Władysław Wróblewski, Kunstakademie Polen, schuf.
- Freiherr-vom-Stein-Gymnasium (heute Liceum Ogólnokształcące), 1929–1931 nach Plänen von Kurt Kirstein im Bauhaus-Stil[26] erbaut; Hantkestraße / ul. Wincentego Pola
- Städtisches Stadion, Schmiedestraße / ul. Stefana Żeromskiego

#### Bromberger Vorstadt, östlich des Küddow
- Pfarrkirche St. Antonius, Königstraße / Ackerstraße (Bromberger Vorstadt), 1928–1930, Architekt Hans Herkommer[27][28]
- Polnisches Konsulat (heute Museum), Bromberger Platz / Plac Powstanców Warszawy
- Lutherkirche / St. Stanislaus Kostka, Brauerstraße / ul. Browarna

#### Südlich des Färberfließ’
- Bahnhof Piła Główna, ab 1851, letzte Erweiterungen in den 1920er Jahren
- Regierungsgebäude für die Grenzmark Posen-Westpreußen (Oberpräsidium, Bezirksregierung, Polizeidirektion; heute Polizeischule), Danziger Platz (1926–1928)
- „Reichsdankhaus“ (Landestheater, Landesmuseum, heute Theater), Danziger Platz, 1928 von Paul Bonatz
- Berufsschule, Theaterstraße
- Behördenhaus (Zoll- und Finanzamt; heute Rathaus), Danziger Platz
- Rundlokschuppen des ehemaligen Eisenbahn-Ausbesserungswerks Schneidemühl, 1870–1874

## Verkehr

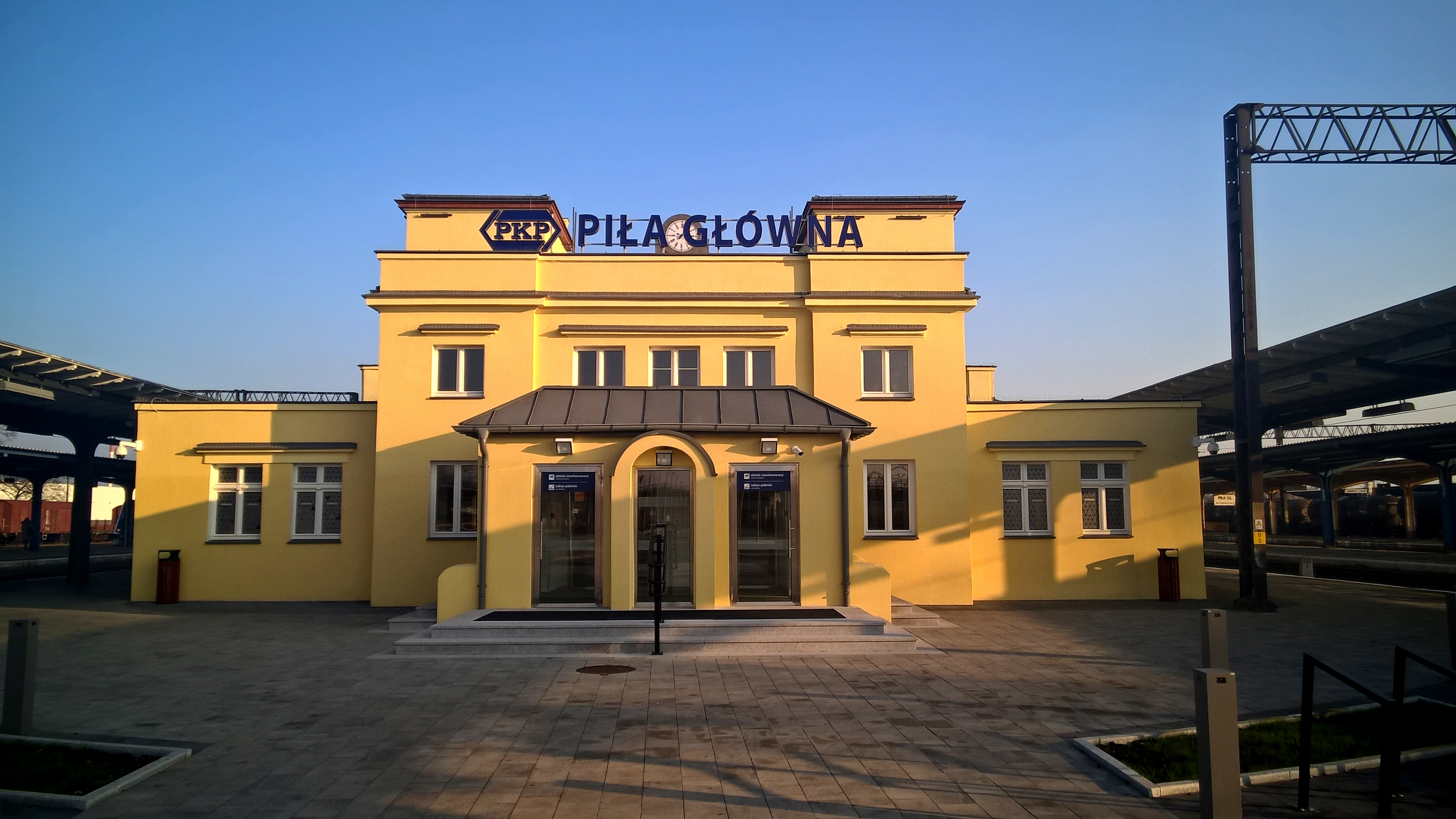
Hauptbahnhof

Piła liegt am Kreuzungspunkt zweier bedeutender polnischer Landesstraßen: der Landesstraße 10, die von der deutschen Grenze bei Stettin über Stargard und Wałcz (Deutsch Krone) kommt und weiter über Bydgoszcz (Bromberg) bis nach Płońsk (Plöhnen) führt, und der Landesstraße 11, die die Ostseestadt Kołobrzeg (Kolberg) sowie Koszalin (Köslin) und Szczecinek (Neustettin) mit Posen und Bytom (Beuthen/OS) verbindet. Beide Straßen verlaufen auf Trassen der früheren deutschen Reichsstraßen: die Reichsstraße 104 (Lübeck–Stettin–Stargard in Pommern–Deutsch Krone–Schneidemühl) und der Reichsstraße 160 (Kolberg–Köslin–Neustettin–Schneidemühl–Kolmar).
Von Piła aus nehmen drei Woiwodschaftsstraßen ihren Weg: Die Woiwodschaftsstraße 179 nach Rusinowo (Ruschendorf, Trasse der ehemaligen Reichsstraße 123), die Woiwodschaftsstraße 180 nach Trzcianka (Schönlanke) und Kocień Wielki (Groß Kotten), und die Woiwodschaftsstraße 188 nach Złotów (Flatow) und Człuchów (Schlochau).
Auf dem Schienenwege ist Piła über die Staatsbahn-Linie 203 zu erreichen, die von Kostrzyn nad Odrą (Küstrin) bis nach Tczew (Dirschau) auf einer Teilstrecke der früheren Preußischen Ostbahn von Berlin nach Königsberg (Preußen) verläuft. Von Piła aus führen fünf weitere Bahnstrecken nach Wałcz (Deutsch Krone) und weiter nach Ulikowo (Wulkow) (= PKP-Linie 403), über Szczecinek (Neustettin) sowie Słupsk (Stolp) bis nach Ustka (Stolpmünde) (= PKP-Linie 405), nach Posen nach Kutno über Bydgoszcz (Bromberg) und nach Mirosław (allerdings nur noch im Güterverkehr).

## Persönlichkeiten

### Söhne und Töchter der Stadt
Nach Geburtsjahr geordnet
- Stanisław Staszic (1755–1826), polnischer Priester, Politiker und Naturforscher aus der Zeit der Aufklärung
- Gustav von Crüger (1829–1908), preußischer Generalleutnant und Inspekteur einer Ingenieur-Inspektion
- Otto Mittelstaedt (1834–1899), deutscher Reichsgerichtsrat und Journalist
- Hermann Krause (1848–1921), deutscher Mediziner
- Friedrich Max Ludewig (1852–1920), deutscher Politiker
- Roderich von Dewitz (1854–1935), preußischer Generalleutnant
- Harry von Rège (1859–1929), preußischer Generalmajor
- Paul Liman (1860–1916), Schriftsteller und Publizist
- Karl Gerhardt (1864–1939), Verwaltungsjurist
- Felix Solmsen (1865–1911), deutscher Sprachwissenschaftler
- Franz Czeminski (1876–1945), deutscher Politiker
- Carl Friedrich Goerdeler (1884–1945), deutscher Politiker, Oberbürgermeister von Leipzig und Widerstandskämpfer
- Fritz Goerdeler (1886–1945), deutscher Jurist und Widerstandskämpfer
- Karl Hennig (1890–1973), deutscher Ingenieur und Hochschullehrer
- Fritz Johlitz (1893–1974), deutscher Politiker (NSDAP) und Reichstagsabgeordneter
- Karl Retzlaw (1896–1979), sozialistischer Politiker und Publizist
- Helmut Lewin (1899–1963), deutscher Porträt- und Landschaftsmaler
- Erich Menner (1900–1966 oder um 1975), deutscher Biologe und Hochschullehrer
- Eberhard Kaulbach (1902–1987), Oberst der Wehrmacht
- Erwin Kramer (1902–1979), Minister für Verkehrswesen der DDR und Generaldirektor der Deutschen Reichsbahn
- Herbert Krüger (1902–1996), Prähistoriker, Kunsthistoriker und Museumsdirektor
- Elfriede Kuhr (1902–1989), deutsche Tänzerin, Schauspielerin, Dichterin und Autorin
- Fritz Zietlow (1902–1972), deutscher Jurist, Journalist und SS-Offizier
- Maria Stein-Lessing (1905–1961), deutsch-südafrikanische Kunsthistorikerin und Kunstsammlerin
- Helene Jacobs (1906–1993), deutsche Widerstandskämpferin
- Franz Göring (1908 – nach 1959), SS-Offizier, später Mitarbeiter beim Bundesnachrichtendienst
- Michael Brink (1914–1947), katholischer Publizist
- Bernard Schultze (1915–2005), deutscher Maler
- Erwin Hellner (1920–2010), deutscher Kristallograph
- Ernst Günther Herzberg (1923–1989), deutscher Pädagoge und Politiker (FDP)
- Sieghard Dittner (1924–2002), deutscher Maler und Grafiker
- Hans Achim Gussone (1926–1997), deutscher Forstwissenschaftler
- Wolfgang Altenburg (1928–2023), deutscher General
- Gontard Jaster (1929–2018), deutscher Wirtschaftswissenschaftler
- Gabriele Köpp (1929–2010), deutsche Physikerin, Hochschullehrerin und Autorin
- Eberhard Schenk (1929–2010), deutscher Leichtathlet
- Herbert Schneider (1929–2002), deutscher Politikwissenschaftler, Hochschullehrer
- Johanna Töpfer (1929–1990), deutsche Politikerin (SED) und Gewerkschaftsfunktionärin (FDGB)
- Hans-Joachim Grünwald (1931–2014), deutscher Sportfunktionär
- Barbara Adolph (* 1931), deutsche Schauspielerin und Synchronsprecherin
- Rudolf Helmut Reschke (* 1931), deutscher Publizist, Herausgeber, Dichter, Übersetzer und Verlagslektor
- Paul Nowacki (* 1934), Sportmediziner und Hochschullehrer
- Christian Streffer (* 1934), deutscher Strahlenbiologe, Rektor der Universität Essen
- Hein Kötz (* 1935), deutscher Rechtswissenschaftler
- Rainer Kahsnitz (* 1936), deutscher Kunsthistoriker
- Helmut Wagner (1936–2009), deutscher Bühnenbildner, Maler und Hochschullehrer
- Godehard Lietzow (1937–2006), deutscher Künstler
- Hans-Jürgen Koebnick (* 1938), deutscher Politiker (SPD)
- Wolfgang Thonke (1938–2019), deutscher Generalmajor (NVA), Stellvertreter des Chefs LSK/LV für Ausbildung der Luftstreitkräfte
- Ludolf Kuchenbuch (* 1939), deutscher Historiker und Jazzmusiker
- Dirk Galuba (* 1940), deutscher Schauspieler
- Roland Kenda (1941–2015), deutscher Schauspieler
- Armin Kraft (1941–2022), deutscher evangelischer Theologe und Domprediger
- Jörg-Werner Schmidt (1941–2010), deutscher Künstler
- Jochen Striebeck (* 1942), deutscher Schauspieler und Synchronsprecher
- Wolfram Heyn (1943–2003), deutscher Politiker (SPD)
- Hinrich Hudde (1944–2023), deutscher Romanist und Literaturwissenschaftler
- Regina Jeske (* 1944), deutsche Schauspielerin
- Wilfried Weiland (1944–2017), deutscher Leichtathlet
- Andrzej Karpiński (* 1963), polnischer Schlagzeuger, Keyboarder, Komponist, Theatermaler, Illustrator und Airbrush-Künstler
- Krzysztof Grabowski (* 1965), polnischer Popmusiker
- Kasia Smutniak (* 1979), polnische Schauspielerin
- Przemysław Czerwiński (* 1983), polnischer Stabhochspringer
- Adrianna Kukulska (* 1998), polnische Volleyballspielerin

### Sonstige Persönlichkeiten
Nach Geburtsjahr geordnet
- Willy Kraeuter (1876–1952), stellvertretendes Mitglied des Preußischen Staatsrats, war Rechtsanwalt und Notar in Schneidemühl
- Maximilian Kaller (1880–1947), der spätere Bischof war mehrere Jahre als Apostolischer Administrator in Schneidemühl tätig
- Ernst Schroeder (1889–1971), 1930–1933 Oberbürgermeister
- Hansgeorg Moka (1900–1955), 1944/45 letzter Oberbürgermeister
- Heinrich Maria Janssen (1907–1988), der spätere Bischof von Hildesheim, war von 1934 bis zur Vertreibung 1945 als Vikar und Kuratus an St. Antonius in der Freien Prälatur Schneidemühl tätig.
- Ilse Kleberger (1921–2012), deutsche Schriftstellerin, absolvierte in Schneidemühl ihr Abitur

## Politik und Verwaltung

### Stadtpräsident
An der Spitze der Stadtverwaltung steht der Stadtpräsident. Seit 2018 war dies Piotr Głowski (PO), der 2024 nicht mehr antrat. Seine Nachfolgerin wurde seine Parteifreundin Beata Dudzińska. Die turnusmäßige Wahl im April 2024 führte zu folgenden Ergebnis:
- Beata Dudzińska (Koalicja Obywatelska) 47,6 % der Stimmen
- Marcin Porzucek (Prawo i Sprawiedliwość) 21,1 % der Stimmen
- Adam Luboński (Trzecia Droga) 13,3 % der Stimmen
- Edyta Musiał (Wahlkomitee „Lokale Verwaltung in Piła“) 7,9 % der Stimmen
- Kamil Bocian (Lewica Razem) 4,7 % der Stimmen
- Übrige 6,7 % der Stimmen

In der notwendigen Stichwahl wurde Beata Dudzińska mit 71,0 % der Stimmen gegen PiS-Kandidaten Porzucek zur neuen Stadtpräsidentin gewählt.
Die turnusmäßige Wahl im Oktober 2018 führte zu folgenden Ergebnis:
- Piotr Głowski (Koalicja Obywatelska) 65,4 % der Stimmen
- Marcin Porzucek (Prawo i Sprawiedliwość) 21,1 % der Stimmen
- Błażej Parda (Kukiz’15) 8,3 % der Stimmen
- Jan Lus (Sojusz Lewicy Demokratycznej / Lewica Razem) 4,7 % der Stimmen

Damit wurde Głowski bereits im ersten Wahlgang für eine weitere Amtszeit wiedergewählt.

### Stadtrat
Der Stadtrat umfasst 23 Mitglieder, die direkt gewählt werden. Die Wahl im April 2024 führte zu folgendem Ergebnis:
- Koalicja Obywatelska (KO) 42,0 % der Stimmen, 14 Sitze
- Prawo i Sprawiedliwość (PiS) 19,4 % der Stimmen, 5 Sitze
- Wahlkomitee „Lokale Verwaltung in Piła“ 12,8 % der Stimmen, 3 Sitze
- Trzecia Droga (TD) 11,7 % der Stimmen, 1 Sitz
- Lewica Razem 6,5 % der Stimmen, kein Sitz
- Übrige 7,7 % der Stimmen, kein Sitz

Die Wahl im Oktober 2018 führte zu folgendem Ergebnis:
- Koalicja Obywatelska (KO) 50,9 % der Stimmen, 14 Sitze
- Prawo i Sprawiedliwość (PiS) 21,9 % der Stimmen, 5 Sitze
- Wahlkomitee „Lokale Verwaltung in Piła“ 15,5 % der Stimmen, 4 Sitze
- Kukiz’15 7,0 % der Stimmen, kein Sitz
- Sojusz Lewicy Demokratycznej (SLD) / Lewica Razem (Razem) 4,7 % der Stimmen, kein Sitz

### Städtepartnerschaften
- Châtellerault in Nouvelle-Aquitaine (Frankreich)
- Cuxhaven in Niedersachsen (Deutschland)
- Kronstadt bei Sankt Petersburg (Russland)
- Schwerin in Mecklenburg-Vorpommern (Deutschland)